# José Luis Roig Azpitarte
José Luis Roig Azpitarte, es un pelotari español, nacido en Valencia.

## Trayectoria deportiva
Quedó por primera vez campeón de España de Frontenis en 1982 en Cuenca, y fue seleccionado para jugar el Mundial de Pelota en México'82.
En 1984 quedó Campeón de España con Roberto Vila, y ambos jugadores fueron seleccionado para disputar los Mundiales sub-22 de Pelota modalidad Frontenis en Uruguay'84 consiguiendo por primera vez para España una medalla de Plata.
En 1986 obtuvo medalla de Plata absoluto en el Mundial Vitoria'86, y en 1990 obtiene la Medalla de Oro de Frontenis en el Mundial Cuba'90 disputado en La Habana. El equipo de la selección española estaba formado por Ricardo Font de Mora, Pere Fité, Ferrán Velasco y José Luis Roig.
Los mismos jugadores fueron seleccionados para representar a España en las Olimpiadas Barcelona '92 obteniendo la medalla de Plata, disputando la final Ricardo Font de Mora y José Luis Roig contra los Mexicanos Edgar y Jaime Salazar.

## Palmarés

### Internacional
| Medalla | Olimpiadas      |
| ------- | --------------- |
| Plata   | Barcelona 92    |
| Medalla | Mundial         |
| Oro     | La Habana 1990  |
| Plata   | Vitoria 1986    |
| Plata   | Montevideo 1984 |

### Campeonatos de España
| Año  | Puesto     | Ciudad                         | Modalidad      |
| ---- | ---------- | ------------------------------ | -------------- |
| 1996 | Campeón    | Valenciano Natación - Valencia | F. Olímpico    |
| 1995 | Campeón    | Torre del Turia - Valencia     | F. Olímpico    |
| 1994 | Campeón    | Valenciano Natación - Valencia | F. Olímpico    |
| 1993 | SubCampeón | Elda                           | F. Olímpico    |
| 1992 | Campeón    | Barcelona                      | F. Olímpico    |
| 1991 | Campeón    | Elda                           | F. Olímpico    |
| 1990 | Campeón    | Las Palmas Gran Canaria        | F. Olímpico    |
| 1989 | SubCampeón | Terrasa                        | F. Olímpico    |
| 1988 | SubCampeón | Valencia Frontenis - Valencia  | F. Olímpico    |
| 1988 | SubCampeón | Valencia Frontenis - Valencia  | F. Preolímpico |
| 1987 | Campeón    | Valencia Frontenis - Valencia  | F. Olímpico    |
| 1987 | SubCampeón | Valencia Frontenis - Valencia  | F. Preolímpico |
| 1984 | Campeón    | Torre del Turia - Valencia     | F. Olímpico    |
| 1982 | Campeón    | Cuenca                         | F. Olímpico    |